# Prefektura Osaka
Prefektura Osaka (jap. 大阪府 Ōsaka-fu) – prefektura znajdująca się w regionie Kinki (Kansai), na wyspie Honsiu (Honshū), w Japonii. Jej stolicą jest miasto Osaka.

## Położenie
Prefektura Osaka leży nad zatoką Osaka, graniczy z prefekturami: Kioto, Nara, Hyōgo i Wakayama. Przez prefekturę przepływają rzeki: Yodo, Yamato, Ishizu, Ōtsu. Przed budową lotniska Kansai na sztucznej wyspie, prefektura Osaka, pod względem zajmowanej powierzchni, była najmniejszą w Japonii. Obecnie jest na 46. miejscu czyli przedostatnim.

## Miasta
Miasta leżące w prefekturze Osaka:

- Daitō
- Fujiidera
- Habikino
- Hannan
- Higashiōsaka
- Hirakata
- Ibaraki
- Ikeda
- Izumi
- Izumiōtsu
- Izumisano
- Kadoma
- Kaizuka
- Kashiwara
- Katano
- Kawachinagano
- Kishiwada
- Matsubara
- Minō
- Moriguchi
- Neyagawa
- Osaka (stolica)
- Ōsaka-Sayama
- Sakai
- Sennan
- Settsu
- Shijōnawate
- Suita
- Takaishi
- Takatsuki
- Tondabayashi
- Toyonaka
- Yao

### Miasteczka i wioski
- Powiat Minamikawachi
  - Chihaya-Akasaka
  - Kanan
  - Taishi
- Powiat Mishima
  - Shimamoto
- Powiat Senboku
  - Tadaoka
- Powiat Sennan
  - Kumatori
  - Misaki
  - Tajiri
- Powiat Toyono
  - Nose
  - Toyono

## Historia
Prefektura powstała w 1868, na początku okresu Meiji.

## Galeria

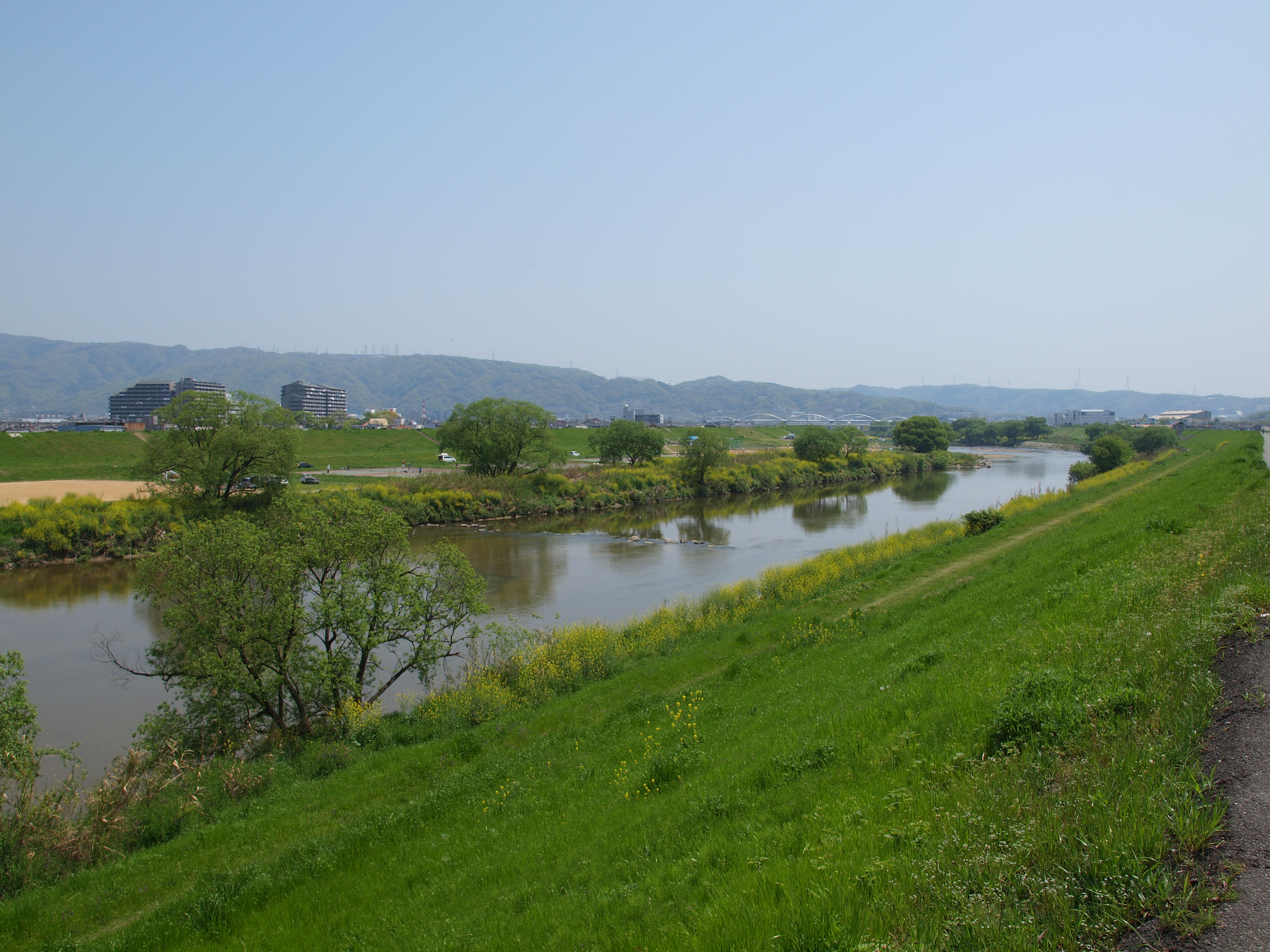
Rzeka Yamato w Fujiidera
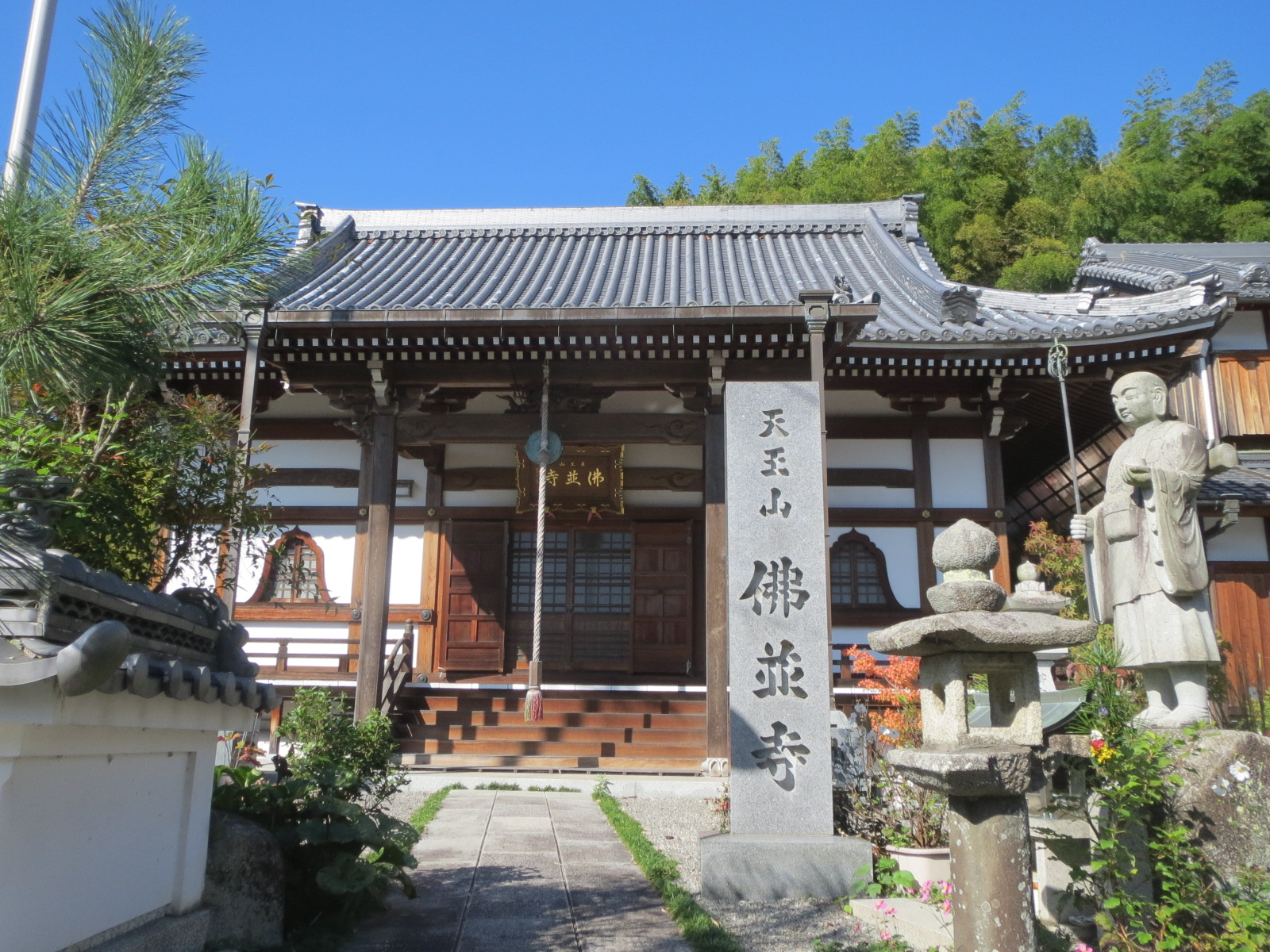
Świątynia buddyjska Butsunami-ji w Izumi
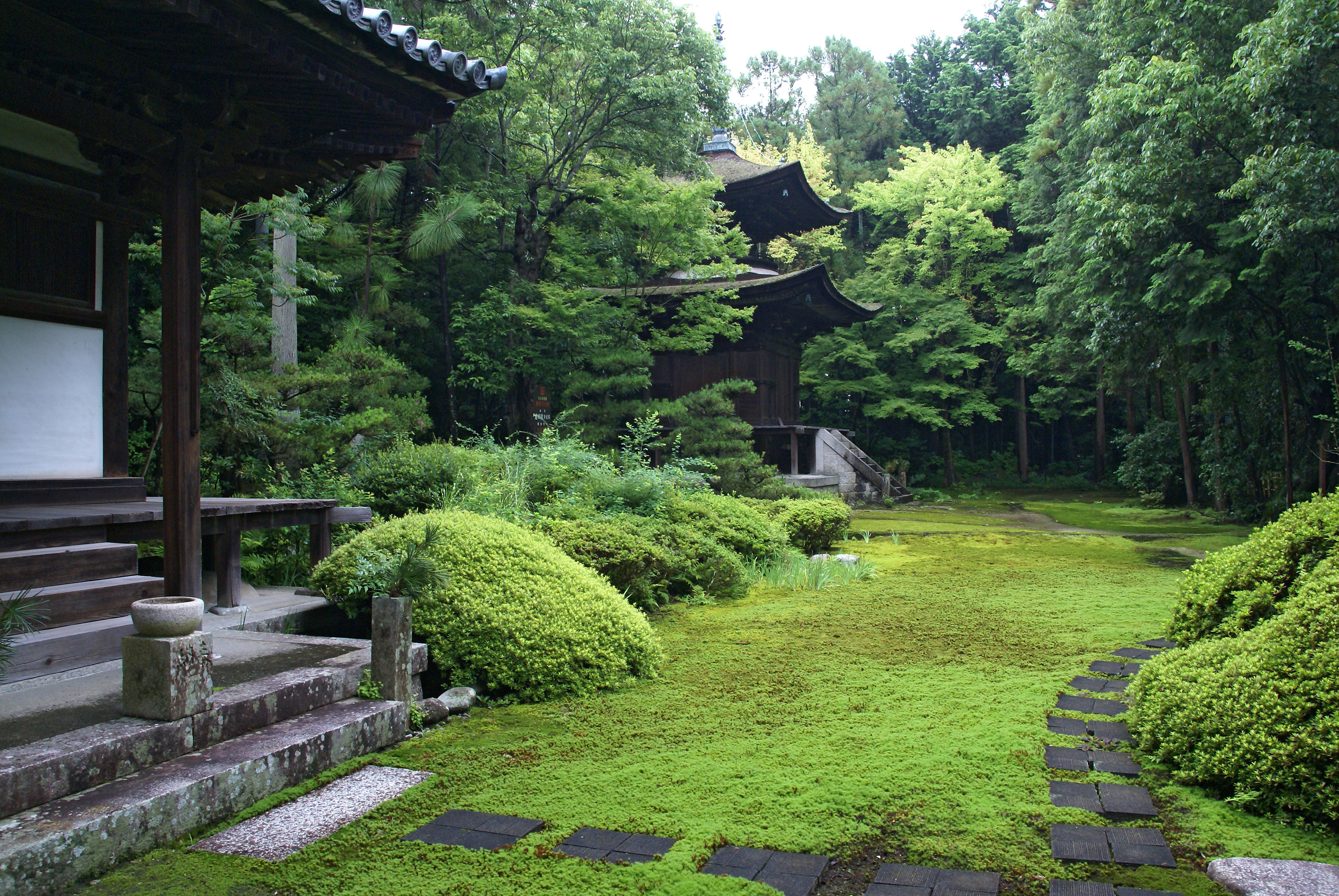
Świątynia Jigen-in w Izumisano
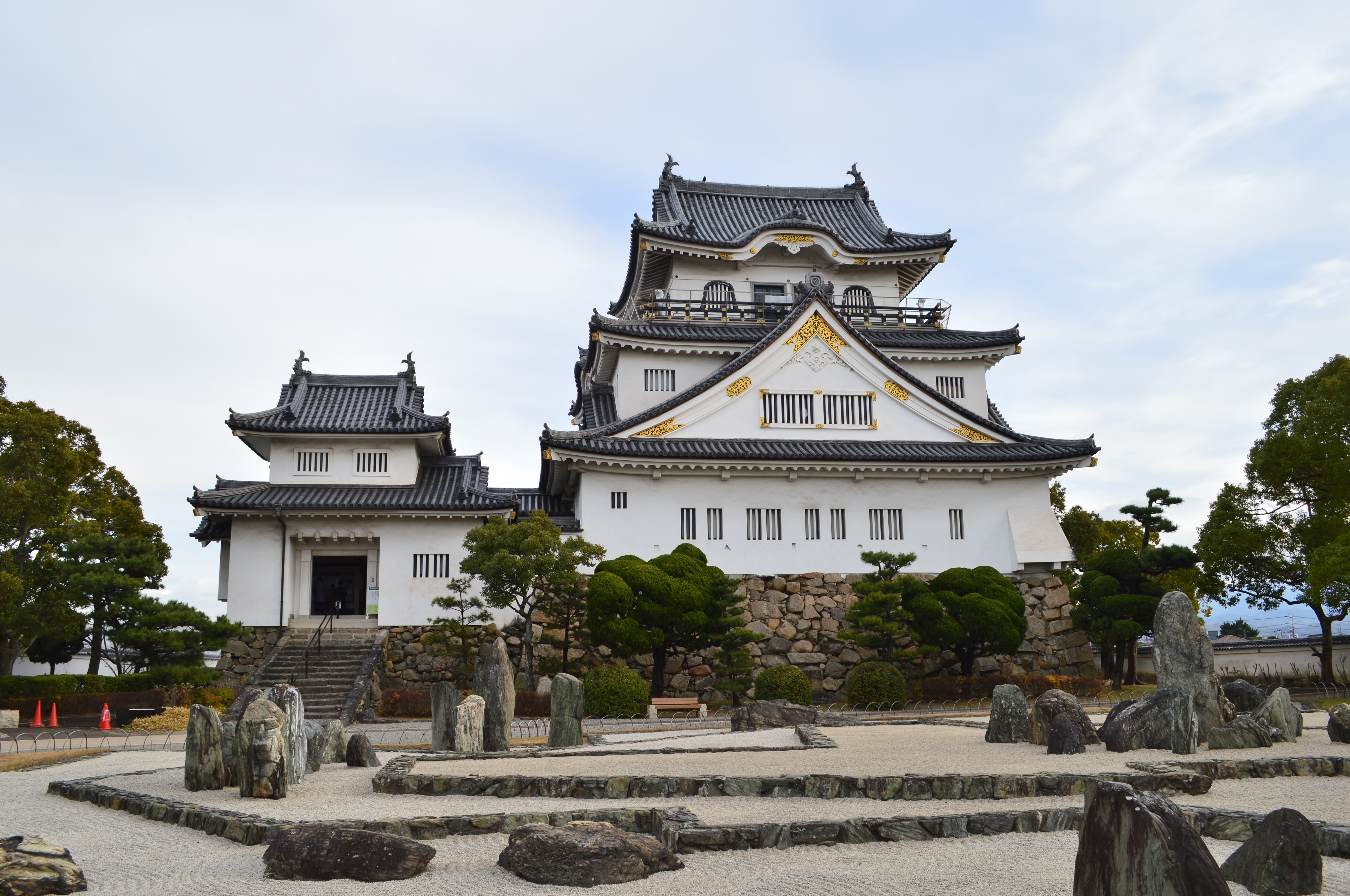
Zamek Kishiwada